# Armée expéditionnaire japonaise de Chine
L'armée expéditionnaire japonaise de Chine (支那派遣軍, Shina-haken gun) est un groupe d'armées de l'armée impériale japonaise, responsable de toutes les opérations militaires en Chine durant la seconde guerre sino-japonaise. Elle atteint un pic d'un million d'hommes sous son commandement.

## Histoire
Après l'incident du pont Marco-Polo, l'armée japonaise de garnison de Chine est renforcée avec l'armée expéditionnaire japonaise de Shanghai. Cette force est ensuite de nouveau renforcée par la 10e armée et avance dans l'intérieur de la Chine à partir de Shanghai pour occuper Hangzhou. En octobre 1937, la troupe est renommée armée régionale japonaise de Chine centrale. Après la prise de Nankin, l'armée expéditionnaire japonaise de Chine centrale est formée. Le 12 septembre 1939, l'armée expéditionnaire de Chine est formée par la fusion de l'armée expéditionnaire de Chine centrale et de l'armée régionale japonaise de Chine du Nord. Son quartier-général est situé à Nankin durant toute la seconde guerre sino-japonaise. Elle compte à cette date 800 000 hommes répartit dans 17 divisions d'infanterie d'un effectif de 24 à 28 000 hommes et quatre régiments blindés autonomes.
L'armée régionale de Chine du Nord est conservée en tant qu'unité subordonnée basée à Pékin et est responsable des opérations dans les plaines de Chine du Nord du fleuve jaune jusqu'à la Grande muraille et comprenant la Mongolie-intérieure.
La 6e armée régionale couvre la Chine centrale et la Chine du Sud, et plusieurs armées indépendantes rapportant directement au commandement central de Nankin sont utilisées comme forces de garnison, réserves stratégiques, et pour des opérations spécifiques.
À la fin de la guerre, elle comprend 1 050 000 hommes répartis dans 25 divisions d'infanterie et 1 division blindée. Elle comprend également 22 brigades indépendantes : 11 d'infanterie, 1 de cavalerie, et 10 mixtes (infanterie combinée, artillerie, blindée, et unités de soutien). Dans les derniers mois de la guerre, la majeure partie de ses réserves de munitions et la plupart de ses unités ont été transférées dans le Pacifique, laissant l'armée expéditionnaire de Chine sous-armée et en sous-effectif.
L'armée expéditionnaire japonaise de Chine se rend le 15 août 1945 mais ses troupes restent actives pour assurer l'ordre public jusqu'à l'arrivée des forces alliées.

## Commandants

### Officiers
|   | Nom                    | De                | À                |
| - | ---------------------- | ----------------- | ---------------- |
| 1 | Général Toshizō Nishio | 22 septembre 1939 | 1er mars 1941    |
| 2 | Maréchal Shunroku Hata | 1er mars 1941     | 23 novembre 1944 |
| 3 | Général Yasuji Okamura | 23 novembre 1944  | 9 septembre 1945 |

### Chef d'état-major
|   | Nom                                    | De               | À                |
| - | -------------------------------------- | ---------------- | ---------------- |
| 1 | Général Seishirō Itagaki               | 4 septembre 1939 | 7 juillet 1941   |
| 2 | Lieutenant-général Jun Ushiroku        | 17 juillet 1941  | 17 août 1942     |
| 3 | Général Masakazu Kawabe                | 17 août 1942     | 18 mars 1943     |
| 4 | Lieutenant-général Takurō Matsui       | 18 mars 1943     | 1er février 1945 |
| 5 | Lieutenant-général Asasaburo Kobayashi | 1er février 1945 | Septembre 1945   |